# 호준석
호준석(扈准錫, 1969년~)은 대한민국의 언론인 출신 정치인이다. YTN 기자로 활동했고, 2024년 제22대 총선에서 서울 구로구 갑 지역구에 국민의힘 후보로 단수공천되었다.

## 학력
- 동북중학교
- 한영고등학교
- 연세대학교 정치외교학 학사

## 경력
- 1995년: YTN 보도국 기자
- 2000년~2003년: YTN 청와대 출입기자
- 2004년~2005년: 미국 플로리다 주립대학교 객원연구원
- 2007년: YTN 앵커
- 2008년~2009년: YTN 보도국 앵커팀 차장
- 2008년~2009년: 한국기자협회 YTN 지회장
- YTN 보도본부 앵커실 부장
- 2016년 11월~2018년 3월: YTN 앵커실장
- 2018년 3월~9월: YTN 기획조정실 실장
- 2018년 9월~2021년 2월: YTN 라이프 국장
- 2021년 3월: YTN2 국장
- YTN 보도국 국제부 부국장
- 제8기 국회방송자문위원
- 2022년~2023년: YTN 보도국 앵커팀 부국장
- 2023년 국민의힘 입당
- 2023년~2024년: 국민의힘 비상대책위원회 대변인
- 국민의힘 서울시당 구로갑 당협위원장
- 2024년 3월~2024년 4월: 국민의힘 4·10 총선 중앙선거대책위원회 종합상황실 공보단 대변인단
- 2024년 5월~2024년 7월: 국민의힘 제22대 총선 백서 제작 특별위원회 위원
- 2024년 5월~2024년 7월: 국민의힘 대변인
- 2024년 8월~2024년 12월: 국민의힘 대변인
- 2024년 9월~2024년 12월: 국민의힘 중앙연수원 교수
- 2024년 11월~: (사)한국전력산업중소사업자협회 자문위원
- 2025년 1월~2025년 7월: 국민의힘 비상대책위원회 대변인
- 2025년 4월~2025년 5월: 제21대 대통령 선거 국민의힘 대통령 후보경선 선거관리위원회 위원 겸 대변인
- 2025년 5월~2025년 6월: 제21대 대통령 선거 국민의힘 김문수 대통령 후보 대변인단 대변인
- 2025년 7월~2025년 8월 국민의힘 혁신위원

## 진행

### TV
- 호준석의 뉴스 人: 2012년 8월 6일~2018년 3월 13일
- YTN 뉴스N이슈: 2022년 4월 7일~6월 2일
- 뉴스LIVE: 2022년 6월 7일~2023년 12월 15일
- 더 뉴스: 임시진행(2022년 8월 11일~2022년 10월 6일)

## 역대 선거 결과
| 실시년도 | 선거   | 대수 | 직책     | 선거구         | 정당     | 득표수   | 득표율          | 순위 | 당락 | 비고 |
| -------- | ------ | ---- | -------- | -------------- | -------- | -------- | --------------- | ---- | ---- | ---- |
| 2024년   | 총선   | 22대 | 국회의원 | 서울 구로구 갑 | 국민의힘 | 63,664표 | \| \| 44.25% \| | 2위  | 낙선 |      |
|          | 44.25% |      |          |                |          |          |                 |      |      |      |